# استیشن واگن

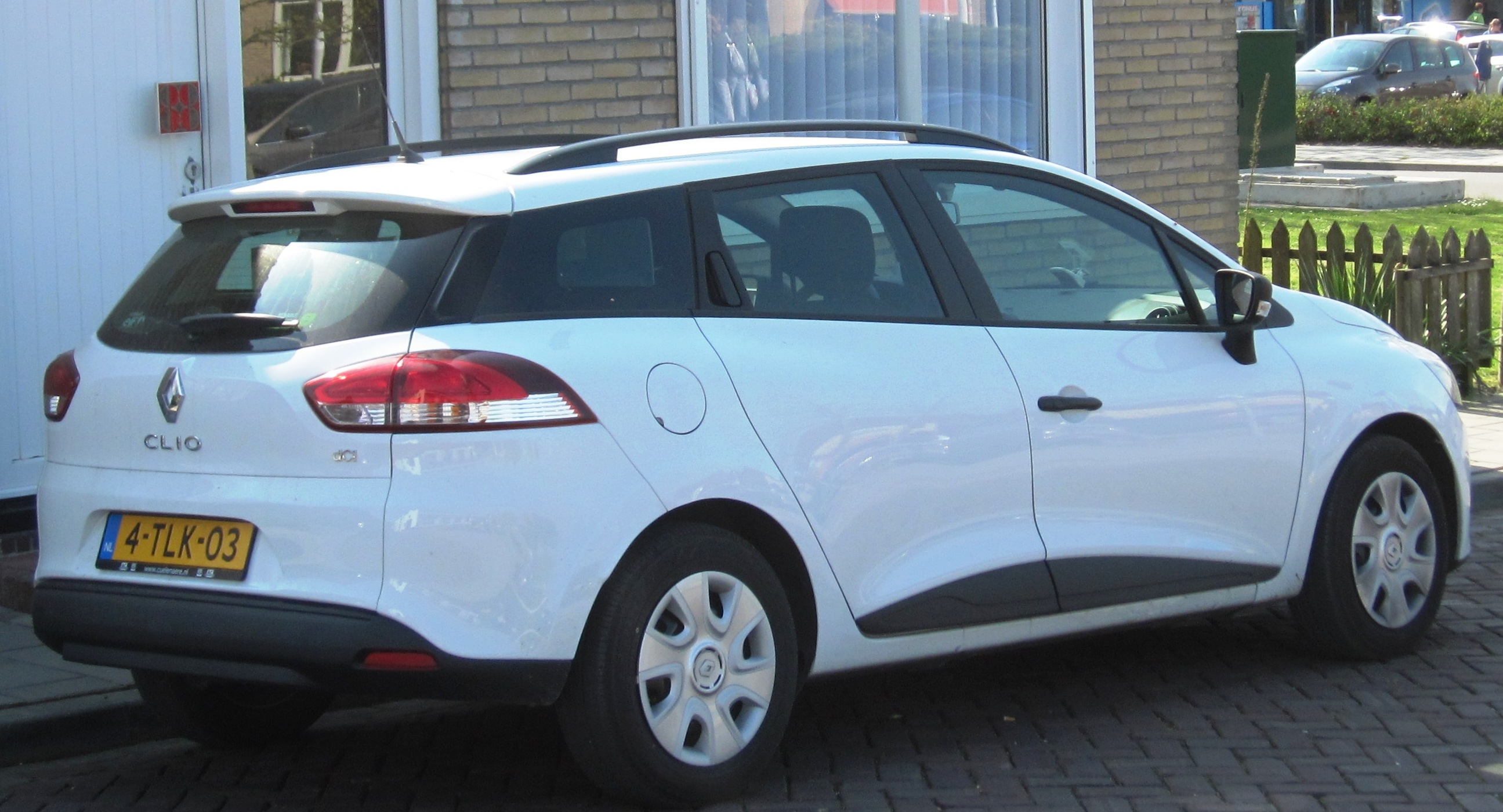
رنو کلیو استیشن واگن ۲۰۱۴

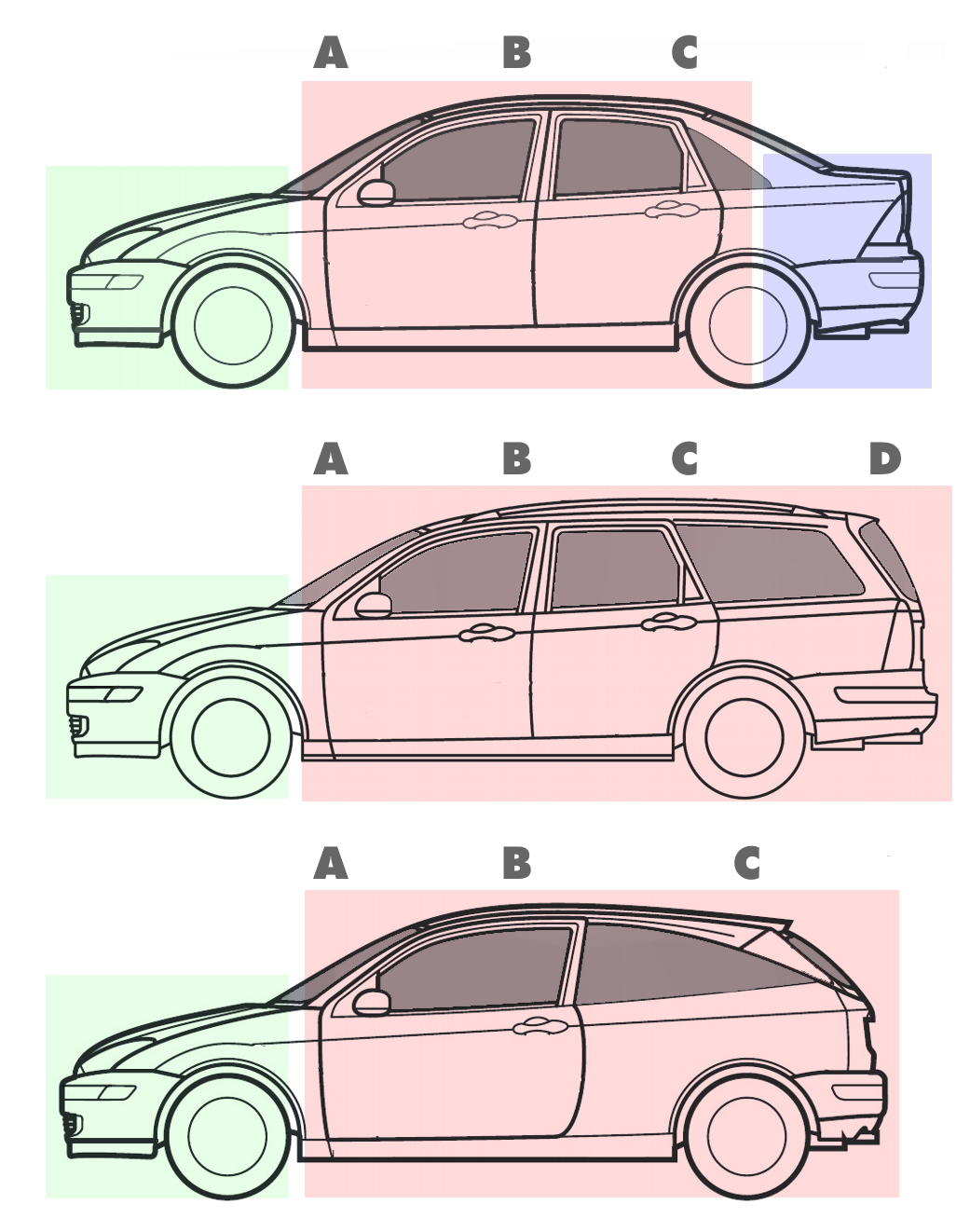
سه نوع بدنه بر اساس ستون و جعبه: سدان: سه جعبه، سه ستون استیشن واگن: دو جعبه، چهار ستون هاچ‌بک: دو جعبه، سه ستون

استیشن واگن (به انگلیسی: Station wagon) گونه‌ای از خودروها است که همانند هاچبک‌ها فاقد صندوق عقب است و از نظر ابعادی تقریباً هم اندازه سدان‌ها است. این گونه خودروها معمولاً ۴ ستون دارند و به دلیل چسبیدگی شیشه به پشت آنها، در پشتشان نیازمند برف پاکن هستند.

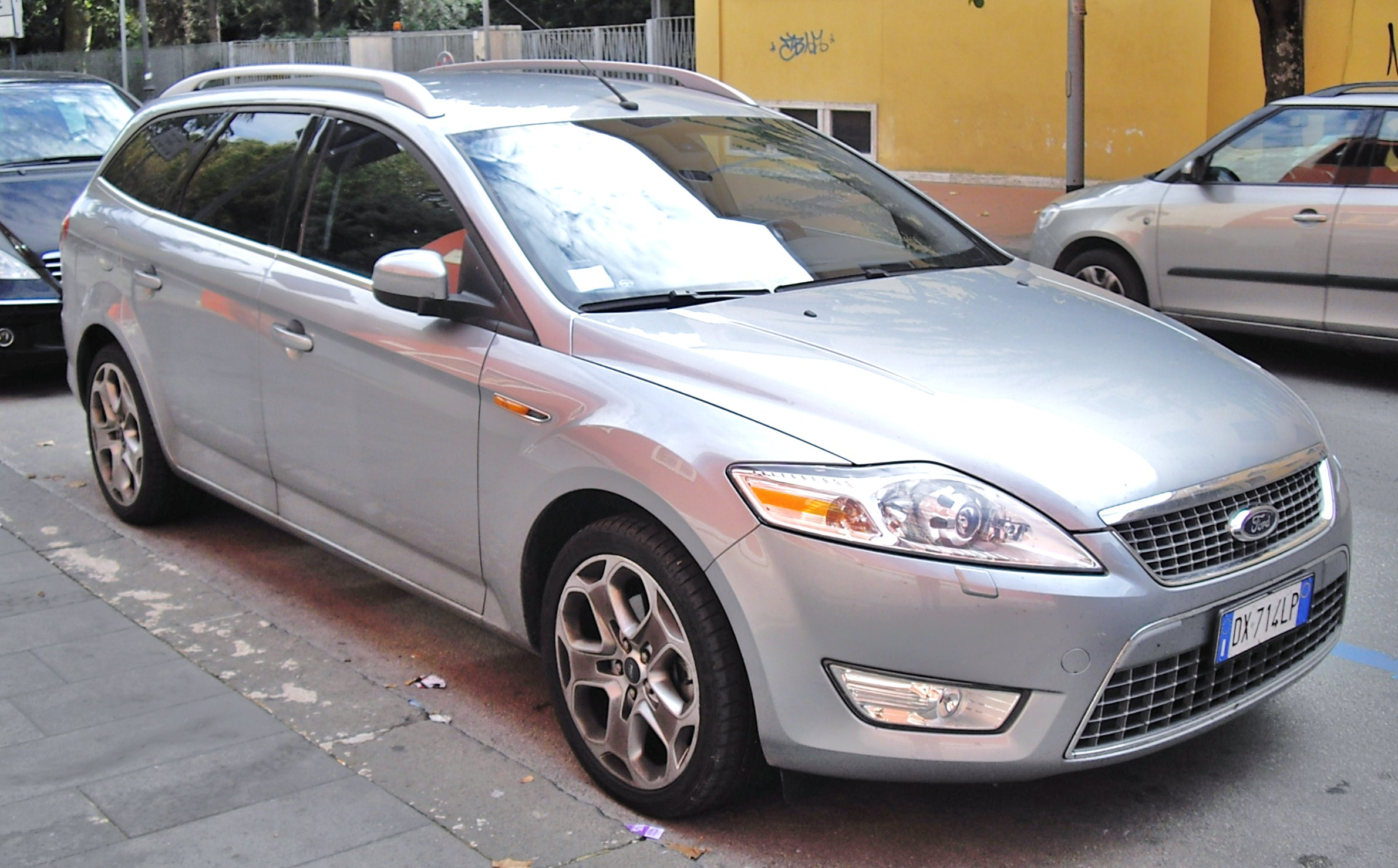
فورد موندئو ۲۰۰۹
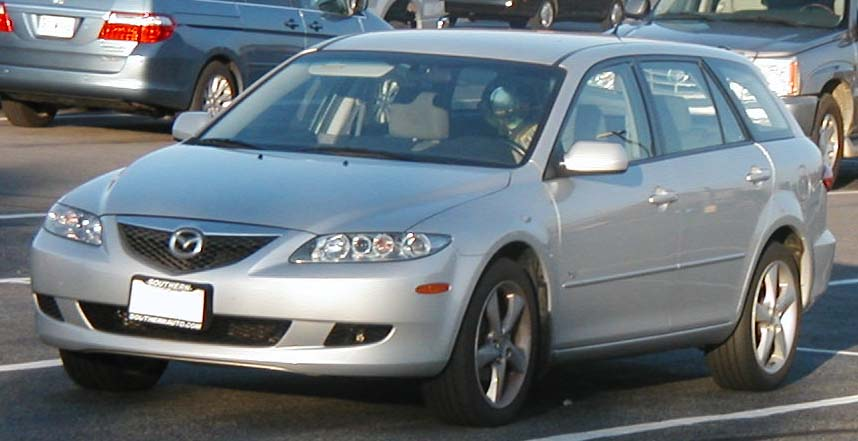
مزدا۶ ۲۰۰۴